# Cień tajnych służb
Cień tajnych służb (podtytuł: Polityczne zabójstwa. Niewyjaśnione samobójstwa. Niepublikowane dokumenty. Nieznane archiwa) – książka napisana przez Dorotę Kanię, wydana przez Wydawnictwo M 4 czerwca 2013 roku w Krakowie.

## Treść
Treść wydanej w 2013 książki w zamierzeniu autorki dotyczy kulisów zabójstw i niewyjaśnionych jej zdaniem samobójstw okresu III RP. Autorka zawarła w niej wyniki śledztw, postępowań prokuratorskich i sądowych, oraz dokumenty archiwalne i historyczne, w tym pochodzące z zasobów Instytutu Pamięci Narodowej. Tytuł książki wiąże się z przypisywaniem przez autorkę pojawiania się funkcjonariuszy służb specjalnych z okresu PRL w każdej z opisywanych spraw.
Rozdziały książki oraz opisywane sprawy i osoby:
1. Andrzej Stuglik – Długie ręce KGB[6]
2. Alicja i Piotr Jaroszewiczowie – Zabójstwo premiera PRL[7]
3. Marek Papała – W pętli hipotez[8]
4. Ireneusz Sekuła – Proszę mnie zrehabilitować[9]
5. Jacek Dębski – Egzekucja ministra sportu[10]
6. Jeremiasz Barański – Znajdę swoją śmierć[11]
7. Marek Karp – Wypadek na zlecenie[12]
8. Krzysztof Olewnik – Prawda kiedyś wyjdzie na jaw[13]
9. Grzegorz Michniewicz – Śmierć w kancelarii premiera[14]
10. Stefan Zielonka – Tajemnice szyfranta wywiadu[15]
11. Andrzej Lepper – Wschodni kurs[16]
12. Leszek Tobiasz – Znak czerwonej gwiazdy[17]
13. Sławomir Petelicki – W samobójstwo nikt nie uwierzył[18]
14. Śmierć w cieniu Smoleńska[19]

Ostatni z rozdziałów dotyczy przypadków śmierci, zaistniałych po katastrofie polskiego Tu-154 w Smoleńsku z 10 kwietnia 2010, w tym m.in. chor. Remigiusza Musia i Krzysztofa Zalewskiego.

## Odbiór i sprzedaż
Publikację pozytywnie ocenili Rafał A. Ziemkiewicz, Cezary Gmyz, Hanna Karp, Maciej Rysiewicz, Paweł Kubala oraz inni recenzenci.
Pierwszy nakład książki sprzedał się w kilka dni po premierze. W pierwszych miesiącach sprzedaży książka była w czołówce list bestsellerów głównych polskich księgarni internetowych Gandalf i Merlin.pl. Do września 2013 sprzedano 12 tys. egzemplarzy książki i przygotowano 5 dodruków. Do października 2013 zostało sprzedanych 15 tys. egzemplarzy książki.